# Immunologia
L'immunologia è una branca della biologia e della medicina che si occupa del sistema immunitario, studiando gli aspetti delle difese dell'ospite contro infezioni e le avverse conseguenze delle risposte immunitarie. L'immunologia si occupa, quindi, delle funzioni fisiologiche del sistema immunitario (e dei suoi componenti) sia durante una malattia che in condizioni di salute, così come delle malfunzioni del sistema immunitario stesso (malattie autoimmuni, ipersensibilità e trapianti).
L'immunologia è una scienza piuttosto recente, e la sua nascita viene fatta coincidere con Edward Jenner, il quale scoprì nel 1796, che l'agente patogeno causa del vaiolo bovino poteva proteggere contro il vaiolo umano, una malattia spesso fatale. Inoculò quell'agente patogeno, preso dalle pustole di pazienti affetti da vaiolo bovino, direttamente in individui sani, proteggendoli quindi dall'infezione del più grave vaiolo umano.

## Suddivisioni della disciplina
L'immunologia ha varie applicazioni in diversi campi della scienza e di solito viene suddivisa in:

### Immunologia classica
Questo ramo dell'immunologia è strettamente correlata con l'epidemiologia e la medicina e si occupa della relazione tra il corpo, gli agenti patogeni e l'immunità. Il primo esempio di descrizione del fenomeno è stato dato da Tucidide durante un'epidemia di peste nell'antica Atene nel 430 a.C., dove annotò come persone già contagiate (e sopravvissute) una volta, non si ammalassero più nonostante fossero a stretto contatto con altri appestati.
La base dell'immunologia classica (e di tutta l'immunologia) è lo studio dell'interazione tra antigene e anticorpo e dei vari componenti del sistema immunitario, incluse le loro funzioni e le interazioni che stabiliscono.

### Immunologia clinica
L'immunologia clinica si occupa dello studio delle malattie del sistema immunitario o causate da un'alterazione funzionale di questo.
Tra le malattie che colpiscono il sistema immunitario vi sono quelle causate da alcuni lentivirus, quali i virus HTLV ed il più conosciuto HIV. Quest'ultimo virus, attraverso complessi meccanismi di interazione recettoriale, è in grado di infettare le cellule, in particolare i linfociti T e relative sottopopolazioni ed i macrofagi, che hanno sulla loro superficie una proteina chiamata CD4. La progressiva alterazione di tali cellule, fondamentali per la difesa contro le infezioni, porta all'AIDS, acronimo che sta per Sindrome da Immunodeficienza acquisita, in cui l'individuo infetto non è più capace di difendersi dalle infezioni.
Per quanto riguarda le malattie causate da alterazioni del sistema immunitario vanno ricordate: le immunodificienze primitive, ossia indotte da difetti genetici, nelle quali una parte del sistema immunitario non riesce a generare una risposta adeguata all'attacco di un agente patogeno, e le malattie autoimmuni, dove il sistema immunitario attacca componenti del suo stesso organismo non riconoscendoli più come parte di sé (es.: Lupus Eritematoso Sistemico, artrite reumatoide). 
Altre malattie del sistema immunitario includono le ipersensibilità, dove il sistema risponde in maniera inappropriata a composti innocui (es.: asma, allergie).
Questa branca dell'immunologia si occupa anche dei rigetti in seguito a trapianti, dove il sistema immunitario riconosce come estranei e attacca gli organi o altri componenti che vengono trapiantati da un altro essere vivente, sia da un altro della stessa specie (allotrapianti) che da specie diverse (xenotrapianti). Lo scopo di questi studi è trovare un modo per evitare tale rigetto, attualmente basato su farmaci antirigetto, che indeboliscono il sistema immunitario.

### Immunoterapia
Per immunoterapia si intende l'uso di componenti del sistema immunitario per trattare una malattia o un disordine, ad esempio nel trattamento del cancro insieme alla chemioterapia ed alla radioterapia. L'immunoterapia viene anche usata in pazienti immunosoppressi (ad esempio i malati di AIDS) o sofferenti per altre immunodeficienze o malattie autoimmuni.

### Immunologia diagnostica
Le scoperte fatte in immunologia (specialmente quella della specificità del legame tra un anticorpo e il suo antigene) sono servite a inventare varie tecniche diagnostiche per la detection di varie molecole (purché immunogeniche) sia per la ricerca, che per la diagnosi vera e propria. Anticorpi specifici per una determinata molecola, sono utilizzati come "traccianti", cioè anticorpi resi individuabili e/o misurabili, attraverso una marcatura radioattiva (di solito Iodio-131) o con un composto fluorescente o con un enzima (di solito HRP) in grado se posto a contatto con adeguato substrato, di sviluppare una colorazione in modo proporzionale, alla quantità di tracciante legatosi alla molecola da detectare/misurare.
Tra le varie applicazioni ci sono l'immunoblot, il test ELISA così come test per la ricerca di droghe, di microbi o per distinguere i vari gruppi sanguigni. Questi test vengono svolti nei laboratorio di analisi.
Appartengono a queste tecniche le reazioni sierologiche.

### Immunologia evolutiva
Lo studio del sistema immunitario in specie viventi ed estinte può aiutare a comprendere l'evoluzione delle specie e lo sviluppo del loro sistema immunitario, partito da una semplice protezione fagocitica della cellula, ed evolutosi per poter proteggere organismi pluricellulari, come composti antimicrobici negli insetti agli organi linfatici nei vertebrati.

## Meccanismi di difesa

### Immunità innata
L'immunità innata assicura la prima linea di difesa contro l'infezione. La maggior parte dei componenti dell'immunità innata è presente prima dell'infezione e costituisce un gruppo di meccanismi di resistenza alle malattie che non sono specifici per un particolare patogeno. Il primo problema per un patogeno è superare le barriere che proteggono l'ospite, come cute e membrane mucose. L'acidità del contenuto dello stomaco e del sudore rappresenta un'ulteriore barriera per gli organismi incapaci di crescere in ambiente acido. Lo svantaggio di questo tipo di immunità è la scarsa specificità degli obiettivi, cioè il bersaglio specifico potrebbe non essere identificato in un primo momento, ma semplicemente riconosciuto come probabile agente patogeno. Questa carenza di precisione viene definita in due modi: non-specifica, in contrasto con l'alta specificità delle risposte tardive; o immunità innata, per evidenziare che la maggior parte dei meccanismi dell'immunità naturale è presente già alla nascita e non subisce, in grandi linee, variazioni con l'avanzare dell'età.
Il ruolo centrale dell'immunità naturale risiede nel macrofago che, assieme ad altre molecole e cellule, contribuisce in gran parte all'eliminazione dell'invasore. I macrofagi sono probabilmente le cellule più importanti nel sistema immunitario e una loro completa assenza risulterebbe incompatibile con la sopravvivenza. Essi sono responsabili, assieme ai neutrofili polimorfonucleati (PMN), della fagocitosi e secernono varie molecole come: l'interferone (ad azione antivirale), il lisozima (un battericida) e altre molecole che stimolano il fegato a rilasciare proteine della fase acuta (per la limitazione dell'infezione e del danno tissutale). Inoltre, epatociti e macrofagi mantengono elevato il livello di sistema del complemento, che partecipa all'eliminazione dei batteri. Quest'ultimo interagisce con i mastociti causando i segni dell'infiammazione (incremento del flusso ematico e della permeabilità vascolare).
Infine, altre cellule, le natural killer (NK), hanno un ruolo nell'immunità naturale poiché agiscono in risposta precoce all'infezione virale e sono rapide e poco specifiche.

### Immunità adattativa
Si divide a sua volta in immunità umorale e in immunità cellulo-mediata. I protagonisti della risposta adattativa sono i linfociti B, i T e NK. L'immunità umorale è dalla secrezione di anticorpi prodotti nelle cellule dei linfociti di tipo B (cellule B) differenziatisi in plasmacellule. L'immunità cellulo-mediata protegge il corpo mediante l'attivazione di linfociti T citotossici antigene-specifici, di macrofagi e cellule NK e stimolando le cellule a secernere tutta una serie di citochine specifiche.

## Immunologo
L'immunologo è il medico specialista in immunologia. 
L'eventuale tutela del titolo nonché il percorso di qualifica per acquisirlo dipendono dalla legislazione di ciascuna nazione al mondo.

### Italia
Per esercitare la professione di immunologo occorre aver conseguito la laurea in Medicina e Chirurgia e, successivamente, aver frequentato con esito positivo la scuola di Specializzazione in Allergologia e Immunologia Clinica.